# Echo & the Bunnymen
Echo & the Bunnymen  — британская рок-группа, образовавшаяся в 1978 году в Ливерпуле, Англия, и исполнявшая мрачный постпанк с психоделическими мотивами, отмеченный чувственным вокалом фронтмена Иэна Маккаллоха, его же поэтическими экспериментами, а также гитарным минимализмом Уилла Сарджента, обладавшего способностью из минимума составляющих создавать насыщенные звуковые полотна.
Коммерческий прорыв в Британии группа осуществила с альбомом Porcupine (#2, 1983) и синглами из него: «The Back of Love» (#19), и «The Cutter» (#9). Альбом Ocean Rain, получивший восторженные рецензии, поднялся до #4 в Британии и до #89 в Billboard 200.
Маккаллох покинул состав в 1988 году, год спустя барабанщик Пит Де Фрейтас погиб в автокатастрофе и в 1990 году Echo & the Bunnymen распались.
В 1994 году Маккаллох и Сарджент возобновили сотрудничество в группе Electrafixion, а после того, как к ним присоединился Паттинсон, вернули себе название Echo & the Bunnymen.

## История группы
Будущий вокалист и фронтмен группы Иэн Маккаллох начал свою музыкальную карьеру в 1977 году в составе группы Crucial Three, где также играли Джулиан Коуп и Пит Вайли. После ухода Вайли двое оставшихся образовали A Shallow Madness с барабанщиком Дэйвом Пиккеттом (англ. Dave Pickett) и клавишником Полом Симпсоном (англ. Paul Simpson); в это время появились первые песни — «Read It in Books», «Robert Mitchum», «You Think It’s Love» и «Spacehopper», — написанные дуэтом.
После того, как Коуп уволил Маккаллоха из группы, A Shallow Madness превратились в The Teardrop Explodes, a Маккалох вместе с гитаристом Уиллом Сарджентом (англ. Will Sergeant) и басистом Лесом Паттинсоном (англ. Les Pattinson) образовали Echo & the Bunnymen. В первом составе не было «живого» ударника: его функции выполняла драм-машина «Echo». Позже в книге 1982 года «Liverpool Explodes!» Уилл Сарджент утверждал, что название для группы предложил один из друзей, и отношения к драм-машине оно не имело.
В ноябре 1978 года Echo & the Bunnymen дебютировали в ливерпульском Eric's Club, в первом отделении The Teardrop Explodes.
Дебютный сингл Echo & the Bunnymen «The Pictures on My Wall» вышел на лейбле Билла Драммонда Zoo Records в мае 1979 года с «Read It in Books» на обороте: эту песню также записали The Teardrop Explodes, и она вышла би-сайдом их сингла «Treason», последнего в дискографии Zoo. Позже Маккалох утверждал, что Коуп не имел отношения к написанию этой песни.
Успех концертных выступлений группы привел к заключению нового контракта, с лейблом Korova Records. К моменту выхода дебютного альбома Crocodiles (1980) драм-машина была заменена Питом де Фрейтасом, выходцем из Тринидада, чья манера исполнения, как позже отмечали критики, стала важной составляющей раннего стиля Echo & the Bunnymen. Альбом, который рецензент Trouser Press назвал «ошеломляющим в своей лаконичности и мощи», поднялся до #17 в UK Albums Chart. Первый сингл из него, «Rescue», поднялся до #62 в UK Singles Chart, за ним в апреле 1981 года последовал Shine So Hard EP (#37), четыре песни которого были взяты из саундтрека к получасовому фильму, снятому на специально для этого устроенном концерте.
Пресса тут же обратила внимание на харизматичного фронтмена группы («В отличие от других, взявших на вооружение ту же идею, Маккаллох звучал не просто эхом Джима Моррисона; он сам, подобно Моррисону мог поставить слушателя на колени». — Trouser Press), были также отмечены его двусмысленные, «экзистенциальные тексты». В американский вариант альбома вошли «Do It Clean» и «Read It in Books», би-сайды британских синглов.
Второй альбом «Heaven Up Here» по мнению рецензентов Trouser Press оказался слабее первого («Маккалох здесь меньше сотрясает кулаками, больше ноет… Гитары звучат хрупко, почти ломко… В целом это нечто мечтально-депрессивное и нагоняющее тоску»). Но он имел больший успех в Англии (#10, 1981), несмотря на то, что сингл из него «A Promise», не поднялся выше #49. До #19 поднялся в июне 1982 года «The Back of Love» (#19), позже включенный в третий альбом. За ним последовал хит «The Cutter» (#8), и наконец, вышел третий альбом «Porcupine» (#2), ещё более «захватывающая и живая коллекция странных, вызывающих песен, которым придан неожиданный, но уместный оттенок диковинными завываниями скрипки Шанкара» (TRouser Press).
За выпуском двух также успешных синглов «Never Stop» (#15) и «The Killing Moon» (#9) — второй из них был использован в фильме «Grosse Pointe Blank» (с Джоном Кьюсаком), — последовала мощная пиар-кампания, в ходе которой четвёртый альбом группы был заранее объявлен «величайшим за всю историю». Ocean Rain (1984, #4) действительно принято считать сильнейшим в истории группы: критики отмечали, что в таких вещах, как «Silver», «Crystal Days», «Seven Seas», «The Killing Moon», группа добилась «идеального сочетания поп-музыки и драматичности». Синглами из него вышли «Silver» (UK #30) и «Seven Seas» (UK #16). В том же году Иэн Маккалох добился первого сольного успеха с кавер-версией «September Song».
В апреле 1985 года Echo & the Bunnymen провели турне по странам Скандинавии, в ходе которого исполняли кавер-версии песен Television, Rolling Stones, Talking Heads и The Doors. Результатом гастролей стал бутлег On Strike. Вышел сингловый сборник Songs to Learn & Sing (# 6 UK) — компактная ретроспектива первых пяти лет творчества группы. Одна из двух новых песен, сюда вошедших, «Bring On the Dancing Horses», вышла синглом и поднялась в Британии до #21; дополнительную известность принёс её фильм Джона Хьюза «Девушка в розовом» (1997), в саундтрек которого она была включена. В 1983 EP вошли «The Cutter» и «Back of Love» (Porcupine), «Rescue» (Crocodiles), «Never Stop» (сингл 1983, также включенный в Songs to Learn & Sing) и концертная версия «Do It Clean», записанная в Ройал Альберт-холле.
Вскоре после его выхода Пит де Фрейтас покинул состав и был временно заменён Марком Фоксом, экс-Haircut 100. Следующий релиз, Echo & the Bunnymen (1987), был записан с бывшим барабанщиком ABC Дэвидом Палмером (англ. David Palmer), а после возвращения Де Фрейтаса был практически перезаписан. В конечном итоге пластинка («зрелая», требующая «внимательного прослушивания», согласно Trouser Press)вышла летом 1987 года, стала хитом в Британии (UK #4) и единственным альбомом, хорошо продававшимся в США (#51).
Своего рода трибьютом The Doors явилось здесь приглашение в студию Рэя Манзарека — он сыграл в «Bedbugs and Ballyhoo». Этот же трек (в сдвоенной версии: альбомный вариант плюс ремикс) был размещён на первой стороне Bedbugs & Ballyhoo EP, выпущенного Sire Records, на оборот которого были отправлены три концертных трека: каверы «Paint It Black» «Run, Run, Run» (Velvet Underground) и «Friction» (Television). Кавер «People Are Strange» вошёл в саундтрек фильма «The Lost Boys».
В 1988 году Маккалох вышел из состава группы, чтобы заняться сольной карьерой. Год спустя летом на мотоцикле разбился Пит де Фрейтас. После того, как Оскар, бывший певец группы Colenso Parade отклонил приглашение занять место вокалиста, Паттисон и Сарджент пригласили вокалиста Ноэла Бурка (в прошлом — участника ирландской группы St. Vitus Dance) и барабанщика Дэймона Риса (англ. Damon Reece). Пятым участником коллектива стал клавишник Джейк Дрэйк-Брокман (англ. Jake Drake-Brockman), гастролировавший с составом в течение нескольких лет в качестве приглашенного музыканта и принимавший участие в работе над альбомом 1987 года.
Осенью 1989 года Иэн Маккалох выпустил первый сольный альбом Candleland (#18 UK, #159 U.S.), высоко оцененный критикой. Почти сразу же Echo & the Bunnymen впятером записали Reverberation (1990), который не имел коммерческого успеха и в прессе был встречен сдержанно. В 1992 году группа распалась, а Маккалох продолжил сольную деятельность альбомом Mysterio.
В 1994 году Маккалох и Сарджент возобновили сотрудничество под названием Electrafixion; в 1997 году к дуэту присоединился Паттинсон и трио вернуло себе название Echo & the Bunnymen, выпустив Evergreen. Альбом, записанный при участии London Metropolitan Orchestra, стал (согласно Trouser press) лучшей работой после Ocean Rain, ознаменовав в высшей степени «Элегантное вхождение в средний возраст». Согласно тому же источнику, — «В то время как многие их современники либо умолкли, либо остались жить в ностальгических воспоминаниях, Bunnymen продолжили здесь исследование своей изначальной области вдохновения — рока 1960-х годов — по-прежнему страстно и оригинально». Evergreen имел и коммерческий успех, поднявшись до #8 в UK Charts
Незадолго до выхода следующего альбома What Are You Going to Do with Your Life? (1999) Лес Паттинсон ушёл из состава, чтобы ухаживать за матерью.
Маккаллох и Сарджент продолжили гастролировать и записываться как Echo & the Bunnymen, выпустив альбом Flowers (2001), в котором (согласно Trouser Press) вновь «включили дополнительные скорости», основными инструментами сделали орган и электропиано и в целом — «вернулись в 1960-е годы», продемонстрировав влияния The Doors, The Byrds, Velvet Underground
В 2002 году группа получила Q Inspiration Award — за «вдохновляющую роль». Была отмечена также их роль в развитии мерсисайдской музыкальной сцены. Тогда же вышел Live in Liverpool, концертный диск с записями двух концертов группы в Liverpool of Performing Arts.
Следующий альбом, Siberia (2005, продюсер Хью Джонс), записывавшийся при участии Пола Флеминга (англ. Paul Fleming, клавишные), Саймона Финли (англ. Simon Finley, ударные) и Пита Уилкинсона (англ. Pete Wilkinson, бас-гитара), критики отметили как самый близкий к «классическому» звучанию группы после возвращения 1997 года. 11 сентября 2006 года Echo & the Bunnymen выпустили новую версию компиляции Songs to Learn and Sing 1985 года, под новым названием More Songs to Learn and Sing, — в двух вариантах: CD с 17 треками и с 20 треками и DVD куда вошли также 8 видео. В том же году второй концертный диск группы, Me, I’m All Smiles (2006), документировал выступление Bunnymen в Shepherds Bush Empire во время гастролей в поддержку Siberia.
В марте 2007 года Bunnymen переподписали контракт со своим старым лейблом Warner Bros.: было объявлено, что они работают над новым альбомом. В январе 2008 Иэн Маккаллох в интервью BBC Breakfast пообещал, что релиз состоится в те дни, когда группа даст концерт в Ройал Алберт-холее в честь своего 30-летия. В апреле стало известно, что название новой пластинки — The Fountain, и что его записывают продюсеры Джон Маклафлин и Саймон Перри,, и что выпуск её откладывается. Альбом вышел 10 ноября 2009 года, и был в целом сдержанно оценен музыкальной критикой.. Первым синглом из него вышел трек «Think I Need It Too».
С августа 2009 года в гастролирующем составе группы наряду с дуэтом лидеров играют Стивен Бреннан (англ. Stephen Brannan, бас-гитара), Горди Гауди (англ. Gordy Goudie, гитара), Николас Килроу (англ. Nicholas Kilroe, ударные) и Джез Винг (англ. Jez Wing, клавишные). 1 сентября 2009 года бывший клавишник группы Джейк Брокман погиб на острове Уайт после того, как на мотоцикле столкнулся с машиной скорой помощи.

## Состав (2007)
- Иэн Маккаллох — вокал
- Уилл Сарджент — гитара
- Стивен Бреннан — бас-гитара
- Горди Гоуди — гитара
- Кэри Джеймс — клавишные
- Николас Килрой — ударные

## Дискография

### Студийные альбомы
- Crocodiles (1980)
- Heaven Up Here (1981)
- Porcupine (1983)
- Ocean Rain (1984)
- Echo & the Bunnymen (1987)
- Reverberation (1990)
- Evergreen (1997)
- What Are You Going to Do with Your Life? (1999)
- Flowers (2001)
- Siberia (2005)
- The Fountain (2009)
- Meteorites (2014)
- The Stars, the Oceans & the Moon (2018)

### Сборники
- Songs to Learn and Sing (сборник синглов, 1985)
- Ballyhoo (1995)
- Crystal Days: 1979—1999 (4-CD бокс-сет, 2001)
- More Songs to Learn and Sing (сборник синглов, 2006)

### Концертные альбомы
- BBC Radio 1 in Concert (1992)
- Live in Liverpool (2002)
- Me, I’m All Smiles (live, 2006)

### Мини-альбомы
- New Live and Rare (японский сборник, 1988)